# Ivan Nielsen
Ivan Nielsen (Frederiksberg, 9 de outubro de 1956) é um ex-futebolista profissional dinamarquês, que atuava como defensor.

## Carreira
Ivan Nielsen fez parte do elenco da Seleção Dinamarquesa de Futebol da Copa do Mundo de 1986 